# ライオンのたてがみ
「ライオンのたてがみ」（The Adventure of the Lion's Mane）は、イギリスの小説家、アーサー・コナン・ドイルによる短編小説。シャーロック・ホームズシリーズの一つで、56ある短編小説のうち53番目に発表された作品である。イギリスの「ストランド・マガジン」1926年12月号、アメリカの「リバティ」1926年11月27日号に発表。1927年発行の第5短編集『シャーロック・ホームズの事件簿』(The Case-Book of Sherlock Holmes) に収録された。
「白面の兵士」とこの作品はホームズの一人称で書かれており、ジョン・H・ワトスンは登場しない。その理由は「白面の兵士」を参照。

## あらすじ
シャーロック・ホームズは探偵業を引退してロンドンを去り、サセックスの海辺の一軒家で家族である古くからいる家政婦と飼っている蜜蜂、書物に囲まれた静かな生活を送っている。1907年7月末の暴風雨のあと、事件が向こうから飛び込んでくる形で発生する。
その朝、ホームズが懇意にしている人物で、近くで学校を運営しているハロルド・スタックハースト氏と出会う。スタックハースト氏は近くの海岸へ泳ぎに行くところで、先にマクファーソン青年が行っているはずだと言った。海岸に行くと、マクファーソンがよろめきながら歩いて来て、ばったりと倒れてしまった。すでに死に瀕していたが、死の間際に「ライオンのたてがみ」という言葉を残す。彼の身体には、細い鞭か焼けた金網で打たれたようなみみず腫れの跡が残っていた。そこへスタックハースト氏の学校の数学教師のイアン・マードックが来たので、ホームズたちはマードック氏に警察を呼ぶように頼む。
ホームズは海岸に他の人物がいないのを確認し、海岸にマクファーソンのタオルがまだ乾いたまま置いてあるのを見つける。マクファーソンは、水に入る前か、少なくとも身体を拭く前に何者かに襲われたのだとホームズは推理する。
その夕方、マクファーソンの恋人が家族と住む「ヘイブン荘」にホームズとスタックハーストは向かうが、そこでマードックと鉢合わせする。スタックハースト氏はマードックを問いつめるが、マードックは怒って学校を出て行くことになってしまう。ホームズはマクファーソンの恋人だったモード・ベラミー嬢に話を聞く。ベラミー嬢とマクファーソンはすでに結婚を約束していて、今夜浜辺で会うことを約束していたという。また、他の男たちもベラミー嬢に思いを寄せていたことを認め、その中にマードックがいたことも認めた。
警察はマードックをマクファーソン殺しの容疑者として追及するが、ホームズは犯人はマードックでないという。その時、ホームズの家に、当のマードックが瀕死の状態でよろめきながら、スタックハースト氏に連れられて入ってきた。スタックハースト氏によると、浜辺でマードックが苦しんでいるのを発見して何とかここまで連れてきた、危うくマクファーソンの二の舞だったという。マードックはブランデーと応急治療の甲斐あってなんとか持ち直したが、その体にはマクファーソンと同じようにすさまじいみみず腫れのあとがあった。ホームズはバードル警部を連れて海岸へ行き、今回の事件の真犯人である「ライオンのたてがみ」の正体、すなわち猛毒を持ち人を刺す「サイアネアクラゲ」を見せる。側にあった岩でクラゲを退治し、マードックらに事件の真相、そしてサイアネアクラゲの特徴を説明する。ホームズによると、マクファーソンの遺体が水中で発見されたならすぐに犯人が分かったと自らの失態を恥じる。その後マードックとスタックハースト氏は和解して仲良く学校に戻り、事件は無事解決したのだった。

## ライオンのたてがみ

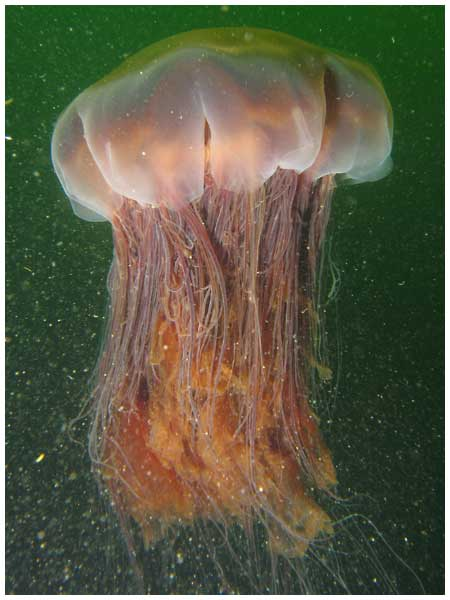
キタユウレイクラゲ
(Lion's mane jellyfish)

この作品内で「ライオンのたてがみ」「サイアネアクラゲ」と呼称される学名「サイアネア・カピラータ」とされるクラゲ (Lion's mane jellyfish) は、一部では「空想の動物」と言われているが実在し、イギリス西岸から南西部、南部の海岸でよく見かけられる。最大のものでは幅約1.8メートル、足までを含めた体長は約60メートルにも及ぶとされ、刺されると激痛が走り、場合によっては病院で治療を受ける必要も出てくるとされる。
本種は和名では本作に登場する"ライオンノタテガミクラゲ"よりもキタユウレイクラゲの名称が多く用いられ、北海道から三陸沿岸等の寒冷海域にて生息が確認されている。日本近海に生息する中でもエチゼンクラゲに匹敵する大きさと危険性を持つ種である。写真等では白っぽい色で写っている場合があるが、実際は体色が黄色から濃橙色系統の体色であり、若い頃は淡い色が年齢を経るに従って濃くなっていく。